# سان بيترو دي كاريدا
هي مدينة تقع في مقاطعة ريدجو كالابريا في إيطاليا .